# Ollie Chessum

a Compétitions nationales et continentales officielles uniquement.

b Matchs officiels uniquement.
Dernière mise à jour le 4 août 2025.
Ollie Chessum, né le 6 septembre 2000 à Boston dans le Lincolnshire, est un joueur international anglais de rugby à XV évoluant comme deuxième ligne ou troisième ligne aile. Il joue en Premiership au sein du club des Leicester Tigers depuis 2020.

## Biographie

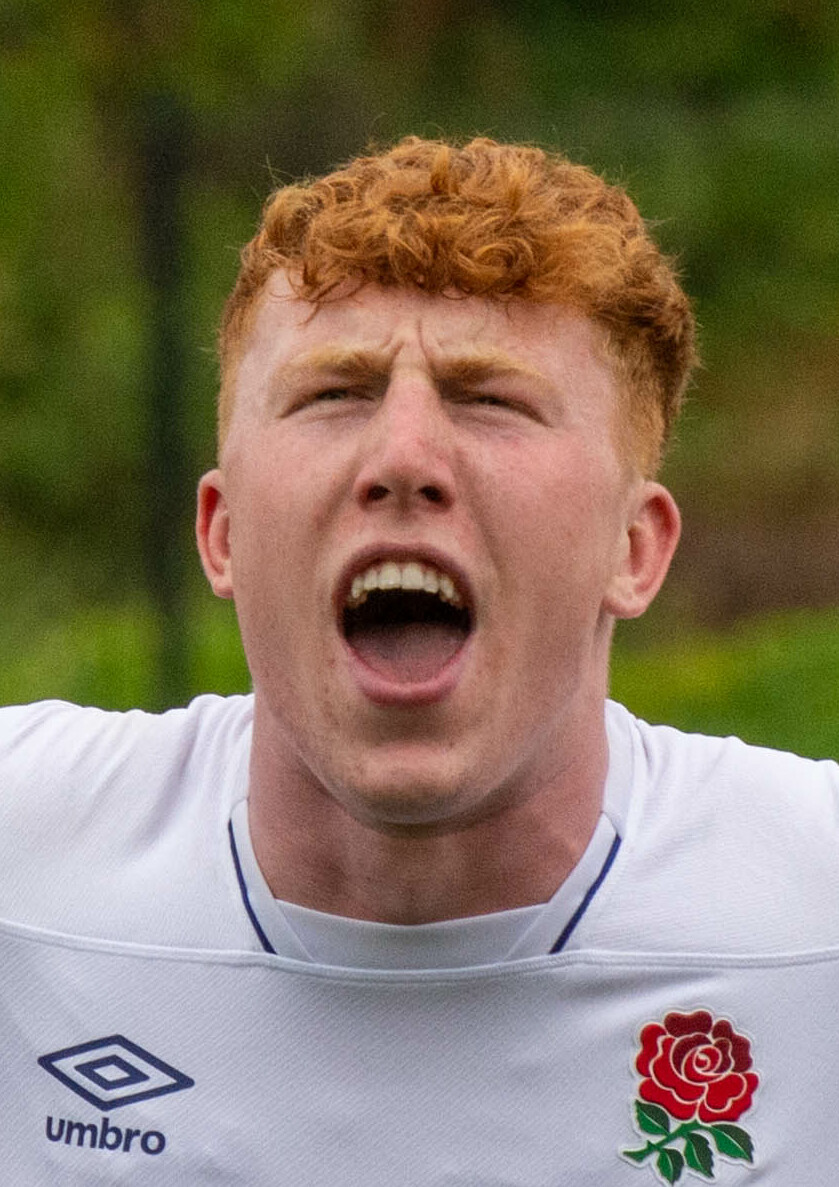
, frère cadet d'Ollie Chessum, sous le maillot de l'équipe d'Angleterre des moins de 20 ans en 2022.

Ollie Chessum a deux frères plus jeunes que lui, Lewis Chessum (en) joue également au rugby à XV au même poste que lui et est capitaine de l'équipe d'Angleterre des moins de 20 ans pour le Tournoi des Six Nations des moins de 20 ans 2023, alors que le plus jeune, Dylan, joue au football.

### Jeunesse et formation
Ollie Chessum naît à Boston dans le comté du Lincolnshire et grandit à Aunsby. Il joue tout d'abord au football et au cricket avant que son professeur d'éducation physique, Ben Pickard, ne l'encourage à pratiquer le rugby à XV. Il découvre donc le rugby dans la Carre's Grammar School (en) où il est scolarisé, située à Sleaford, à l'âge de treize ans, avant de jouer en club pour Sleaford, Newark et Kesteven,.
Par la suite, il rejoint l'Academy (centre de formation) des Leicester Tigers, qui est également son équipe favorite.

### Carrière en club
Alors qu'il n'est pas retenu dans l'effectif espoir des Tigers, il décide de rejoindre le club de Nottingham RFC où il progresse en deuxième division anglaise durant la saison 2019-2020.
À la fin de cette saison, il fait son retour chez les Tigers durant l'été 2020. Il fait ses débuts en tant que titulaire au poste de numéro 6 en championnat d'Angleterre pendant le mois d'août contre Gloucester lors d'un match reporté de la saison 2019-2020 dû à la pandémie de Covid-19. Il joue deux autres de ces matchs reportés, puis prend part à cinq rencontres de la saison suivante où il inscrit notamment son premier essai avec Leicester contre les London Irish,.
C'est à partir de la saison 2021-2022, qu'il gagne une place importante dans l'effectif de son club. Il prend part à vingt-trois rencontres toutes compétitions confondues, tout en étant titularisé seize fois en alternant au poste de deuxième ligne et de troisième ligne aile. Il participe à ses premières rencontres de Coupe d'Europe et dispute notamment les phases finales en tant que titulaire où il écope d'un carton rouge lors du huitième de finale retour après un contact à la tête sur le joueur, de l'ASM Clermont Auvergne, Samuel Ezeala,. Il est titularisé lors de l'élimination de son club en quart de finale contre la province irlandaise du Leinster Rugby,. En fin de saison, il joue les phases finales en championnat d'Angleterre et est notamment titulaire lors de la finale contre les Saracens où il est sacré champion d'Angleterre avec son club.
Lors de la saison 2022-2023, il continue sur sa lancée de la saison précédente en gardant sa place de titulaire.

### Carrière internationale
Ollie Chessum est appelé pour la première fois par Eddie Jones, le sélectionneur de l'équipe d'Angleterre, pour participer au Tournoi des Six Nations 2022 en janvier de la même année. Ce dernier le compare notamment à Courtney Lawes en raison de ses compétences en touche ainsi que pour ses plaquages. Il connaît ses deux premières sélections lors de cette compétition lors de la deuxième et de la cinquième journée,. Toutefois, les anglais terminent à la troisième place du Tournoi cette année-là. L'été suivant, il garde la confiance du sélectionneur qui le convoque pour la tournée en Australie contre les Wallabies. Il prend notamment part aux trois rencontres et remporte la série 2-1 contre les australiens,. À l'automne, il est encore retenu par Eddie Jones, mais il ne prend part à aucune rencontre.
En janvier 2023, le nouveau sélectionneur anglais, Steve Borthwick qui est notamment son ancien entraîneur aux Leicester Tigers, le retient pour participer au Tournoi des Six Nations 2023. Chessum est titulaire pour la première journée aux côtés de Maro Itoje en deuxième ligne, mais s'incline contre l'Écosse. Lors de la deuxième journée, il inscrit son premier essai international durant la victoire contre l'Italie. Toutefois, il se blesse avant la dernière journée et est donc forfait pour cette rencontre, les anglais terminent le Tournoi à la quatrième place après une compétition décevante de leur part. Après son bon Tournoi sur le plan personnel, il est cité comme l'une des révélations côté anglais.
Début août, il est sélectionné pour la Coupe du monde 2023. Il est titulaire lors de trois des quatre matchs de poule qu'il dispute et inscrit notamment son premier essai en Coupe du monde contre les Samoa,. De nouveau titulaire en quart de finale, il est cependant remplaçant lors de la demi-finale, son coéquipier George Martin lui étant préféré et son équipe est vaincue par l'Afrique du Sud d'un point 16 à 15,. En fin de compétition, de nouveau titulaire, il remporte la finale pour la troisième place contre l'Argentine sur le score de 26 à 23.
En janvier 2024, il est ensuite sélectionné pour le Tournoi des Six Nations.
Début mai 2025, il est convoqué pour la tournée des Lions britanniques et irlandais en Australie. Il honore sa première sélection avec cette équipe face à l'Australie le 19 juillet suivant. 

## Statistiques

### En club
| Saison                 | Club                   | Compétition                | Matchs | Points | Essais |
| ---------------------- | ---------------------- | -------------------------- | ------ | ------ | ------ |
| 2019-2020              | Leicester Tigers       | Championnat d'Angleterre   | 3      | -      | -      |
| 2020-2021              | Leicester Tigers       | Championnat d'Angleterre   | 4      | 5      | 1      |
| 2020-2021              | Leicester Tigers       | Challenge européen         | 1      | -      | -      |
| 2021-2022              | Leicester Tigers       | Championnat d'Angleterre   | 15     | 5      | 1      |
| 2021-2022              | Leicester Tigers       | Premiership Rugby Cup (en) | 2      | -      | -      |
| 2021-2022              | Leicester Tigers       | Coupe d'Europe             | 6      | -      | -      |
| 2022-2023              | Leicester Tigers       | Championnat d'Angleterre   | 8      | 5      | 1      |
| 2022-2023              | Leicester Tigers       | Champions Cup              | 4      | -      | -      |
| 2023-2024              | Leicester Tigers       | Championnat d'Angleterre   | 7      | -      | -      |
| 2023-2024              | Leicester Tigers       | Champions Cup              | 3      | -      | -      |
| Total Leicester Tigers | Total Leicester Tigers | Total Leicester Tigers     | 53     | 15     | 3      |

### Statistiques en équipe nationale
Ollie Chessum compte 24 capes en équipe d'Angleterre, dont 16 en tant que titulaire, depuis sa première sélection le 13 février 2022 face à l'Italie. Il inscrit 2 essais, 10 points.
Il participe à une édition de la Coupe du monde en 2023, il dispute sept rencontres, cinq en tant que titulaire, et inscrit un essai.
| Année | Compétition    | Matchs | Points | Essais |
| ----- | -------------- | ------ | ------ | ------ |
| 2022  | Six Nations    | 2      | -      | -      |
| 2022  | Test matchs    | 3      | -      | -      |
| 2023  | Six Nations    | 4      | 5      | 1      |
| 2023  | Test matchs    | 2      | 0      | 0      |
| 2023  | Coupe du monde | 7      | 5      | 1      |
| Total | Total          | 18     | 10     | 2      |

| Numéro | Date            | Lieu                         | Adversaire | Compétition                  | Résultat | Score |
| ------ | --------------- | ---------------------------- | ---------- | ---------------------------- | -------- | ----- |
| 1      | 12 février 2023 | Stade de Twickenham, Londres | Italie     | Tournoi des Six Nations 2023 | Victoire | 31-14 |
| 2      | 7 octobre 2023  | Stade Pierre-Mauroy, Lille   | Samoa      | Coupe du monde 2023          | Victoire | 18-17 |

## Palmarès

### En club
- Vainqueur du Championnat d'Angleterre en 2022 avec les Leicester Tigers.

### En équipe nationale
- Troisième de la Coupe du monde en 2023 avec l'équipe d'Angleterre.

#### Tournoi des Six Nations
| Édition          | Rang | Résultats Angleterre | Résultats Chessum | Matchs Chessum |
| ---------------- | ---- | -------------------- | ----------------- | -------------- |
| Six Nations 2022 | 3e   | 2 v, 0 n, 3 d        | 1 v, 0 n, 1 d     | 2/5            |
| Six Nations 2023 | 4e   | 2 v, 0 n, 3 d        | 2 v, 0 n, 2 d     | 4/5            |

Légende : v = victoire ; n = match nul ; d = défaite ; la ligne est en gras quand il y a Grand Chelem.